# La fabbrica delle mogli (film)
La fabbrica delle mogli (The Stepford Wives) è un film del 1975 diretto da Bryan Forbes. È tratto dall'omonimo romanzo del 1972 di Ira Levin ed ha avuto un remake nel 2004 dal titolo La donna perfetta.

## Trama
Joanna Eberhart è una giovane moglie ed aspirante fotografa che trasloca malvolentieri con il marito ed i due figli da Manhattan nella cittadina suburbana di Stepford, nel Connecticut. Fin da subito si accorge che le altre donne della città sono stranamente interessate solo alla cura delle proprie case, ma mancano di stimoli intellettuali. Gli uomini, invece, fanno tutti parte di una associazione esclusivamente maschile alla quale si associa anche Walter, il marito di Joanna, avvisandola solo a cose già compiute. Joanna è colpita anche dallo strano comportamento di Carol Van Sant, una sua vicina, dopo un incidente stradale.
Le uniche altre donne con cui Joanna lega sono Bobbie Markowe e Charmaine Wimperis, un'altra loro vicina. Con loro Joanna tenta di organizzare delle sedute femminili in cui le donne della città possono parlare di libertà sessuale e di pari diritti. Questi raduni tuttavia falliscono dato il totale disinteresse delle donne in città, che continuano a parlare solo di prodotti per la pulizia della casa.
Joanna fa la conoscenza dei membri della associazione maschile, incluso il presidente Dale "Diz" Coba, quando Walter li invita a cena. Durante la serata gli uomini collezionano informazioni su Joanna, facendole un ritratto, registrando la sua voce e facendole dire altri dettagli personali.
Quando Charmaine torna da una vacanza con il marito, Joanna e Bobbie la trovano cambiata, meno aperta e ora devota solo al marito e alla cura della casa, tanto da aver licenziato la cameriera. Le due donne iniziano allora ad investigare le ragioni dello strano comportamento sottomesso. Scoprono che le loro vicine sono state in passato donne forti e indipendenti, ma hanno iniziato ad essere quiete e spente dopo essersi trasferite a Stepford. Bobbie suggerisce che forse qualcosa nell'acqua le avvelena e le due mandano campioni dell'acqua ad un laboratorio di analisi, ma senza successo.
In seguito Joanna vince un contratto prestigioso con una galleria d'arte ma, quando va a dirlo a Bobbie, la trova improvvisamente mutata in un'altra casalinga perfetta. Impaurita, Joanna tenta di convincere il marito a cambiare casa e visita anche una psichiatra, alla quale confida i suoi timori di una cospirazione al fine di alterare il comportamento delle donne. La psichiatra le raccomanda di lasciare la città il prima possibile. Joanna torna a prendere i bambini, decisa a fuggire, ma trova solo Walter, il quale evita le sue domande e le chiede un rapporto sessuale. Joanna però fugge e si reca a casa di Bobbie, pensando che i bambini possano essere lì. L'amica però agisce in modo sospetto offrendole solo del caffè. Joanna arriva a tagliarsi per mostrare a Bobbie il sangue e poi a colpirla con un coltello. Non solo Bobbie non sanguina, ma inizia ad agire come un robot.
Joanna torna allora da Walter. Infuriata per le risposte evasive di lui Joanna arriva a colpirlo e solo a quel punto Walter le confessa che i bambini sono alla sede dell'associazione. Pur immaginando di essere la prossima vittima, Joanna va all'associazione per cercare i figli, ma incontra solo Coba, il quale le rivela che i figli erano l'esca per attirarla. I bambini sono in realtà da Charmaine. Coba insegue Joanna, nel frattempo rivelandole le azioni dell'associazione, spiegandole che lo fanno perché "possono farlo" e spingendola verso una stanza dove Joanna incontra una copia robot di se stessa e sarà proprio essa a strangolare una Joanna paralizzata dall'orrore.